# Regionalwahl in Friaul-Julisch Venetien 2003
Die Regionalwahl in Friaul-Julisch Venetien 2003 fand am 8. und 9. Juni statt; der Regionalrat und der Präsident der Region Friaul-Julisch Venetien wurden gleichzeitig gewählt.

## Wahlergebnis
| Kandidaten                                   | Kandidaten           | Stimmen | %    | Listen                  | Stimmen | %    | Mandate |
| -------------------------------------------- | -------------------- | ------- | ---- | ----------------------- | ------- | ---- | ------- |
|                                              | Riccardo Illygewählt | 356.908 | 53,2 | Democratici di Sinistra | 82.874  | 16,7 | 10      |
| Democrazia è Libertà – La Margherita         | Riccardo Illygewählt | 356.908 | 53,2 | 73.548                  | 14,8    | 9    |         |
| Cittadini per il Presidente                  | Riccardo Illygewählt | 356.908 | 53,2 | 37.440                  | 7,5     | 5    |         |
| Partito della Rifondazione Comunista         | Riccardo Illygewählt | 356.908 | 53,2 | 24.835                  | 5,0     | 3    |         |
| Italia dei Valori                            | Riccardo Illygewählt | 356.908 | 53,2 | 7.485                   | 1,5     | 1    |         |
| Partito dei Comunisti Italiani               | Riccardo Illygewählt | 356.908 | 53,2 | 7.450                   | 1,5     | 1    |         |
| Federazione dei Verdi                        | Riccardo Illygewählt | 356.908 | 53,2 | 7.091                   | 1,4     | 1    |         |
| Partito Pensionati                           | Riccardo Illygewählt | 356.908 | 53,2 | 5.751                   | 1,2     | 1    |         |
| Popolari UDEUR                               | Riccardo Illygewählt | 356.908 | 53,2 | 3.645                   | 0,7     | –    |         |
| Mandate der Listengruppe                     | Riccardo Illygewählt | 356.908 | 53,2 | –                       | –       | 6    |         |
| ↳ Gesamt                                     | Riccardo Illygewählt | 356.908 | 53,2 | 250.119                 | 50,3    | 37   |         |
|                                              | Alessandra Guerra    | 290.398 | 43,3 | Forza Italia            | 107.461 | 21,6 | 11      |
| Alleanza Nazionale                           | Alessandra Guerra    | 290.398 | 43,3 | 57.924                  | 11,6    | 5    |         |
| Lega Nord                                    | Alessandra Guerra    | 290.398 | 43,3 | 46.409                  | 9,3     | 4    |         |
| Unione dei Democratici Cristiani e di Centro | Alessandra Guerra    | 290.398 | 43,3 | 21.497                  | 4,3     | 2    |         |
| Nicht gewählte Direktkandidat                | Alessandra Guerra    | 290.398 | 43,3 | –                       | –       | 1    |         |
| ↳ Gesamt                                     | Alessandra Guerra    | 290.398 | 43,3 | 233.291                 | 46,9    | 23   |         |
|                                              | Giuseppe Saro        | 24.030  | 3,6  | Libertà e Autonomia     | 14.050  | 2,8  | –       |
| Gesamt                                       | Gesamt               | 671.336 | 100  |                         | 497.492 | 100  | 60      |